# Aranysarkantyús lovag
Az aranysarkantyús lovag a magyar királykoronázások után I. (Szent) István király kardjának érintésével felavatott lovagok megnevezése és rangja. Nem volt valódi lovagrend, tagsága nem járt semmilyen külön kiváltsággal, kötelességekkel és nem voltak rendi szabályaik sem. A felavatott lovagoknak azonban valószínűleg joguk volt a szertartás során a csizmájukra felcsatolt valódi aranysarkantyút viselni, amiről a nevüket kapták és a kalapjukon, a forgó alatt szintén kis aranysarkantyút hordtak. Rendjelük nem volt, bár ezt a felavatottak többször is kérelmezték. 1918-ban IV. Károly díszjelet adományozott az 1916-os budapesti koronázásán felavatott lovagoknak. A lovagok avatásának szokása (talán magyar hatásra) megvolt a lengyel királykoronázásokon (1311 óta) és Csehországban is (legalább a 15. századtól).

## Története

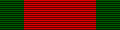
Az Aranysarkantyús Vitézek szalagja (1918)

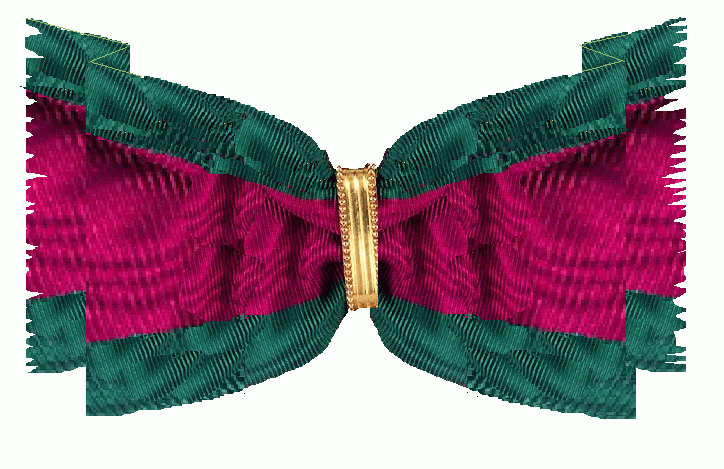
Az Aranysarkantyús Vitézek szalagja

Az aranysarkantyús lovagok avatása a királykoronázás fényét volt hivatva emelni. Ezért nem alakították ki a rend szervezetét sem és csak a magyar történeti hagyományok részét képezte a koronázás szertartásrendjében, amikor a megkoronázott király első tette az arra alkalmas és/vagy kijelölt személyek lovaggá ütése volt. Itt az eredetileg teljesen egyházi szertartáshoz egy fontos világi elem járult. Az aktus rendje már a középkorban kialakult.
A források az Anjou-uralkodók idején említik először az aranysarkantyús lovagok avatását, de utalnak arra, hogy már az Árpád-házi királyok idején is része volt a ceremóniának. A sarkantyú mindig is a lovagság hatalmi szimbóluma volt és egyesek díszes kivitelű sarkantyúkat viseltek. A reprezentatív darabok aranyból is készülhettek. Nagy Lajos anyja, Erzsébet királyné búcsújárása során, 1343-as római bevonulásakor a díszkíséretében ötven aranysarkantyús vitéz is volt. V. László királyt Újlaki Miklós vajda avatta lovaggá 1440-es koronázásán. A 15. században már rendszeres volt az aranysarkantyús lovagok avatása. Dózsa György a szendrői törökök közül párbajt vívott egy Ali nevűvel, akit meg is ölt, miután egy csapással vágta le páncélos jobb karját. Ezért a király Budán aranysarkantyús vitézzé ütötte, kardot, arany nyakláncot, bíborruhát, Belgrád és Temesvár között negyventelkes falut adományozott, és a címerébe karddal átütött emberi kart nyert.
Eleinte nem kötötték ki előre, hogy kiket lehet lovaggá ütni. Miksa király 1563-as koronázásán avatták lovaggá a török elleni háborúkban kitűnt vitézeket: Thury Györgyöt, Székely Antalt, Gyulaffy Lászlót és Hennyey Miklóst. A lovagi avatásra sok olyan ember is odatolakodott, aki méltatlan volt erre a kitüntetésre, ezért a lovagok avatását abba kellett hagyni.
1598-ban Mátyás főherceg avatta aranysarkantyús lovaggá Nádasdy Ferencet és Pálffy Miklóst a töröktől visszafoglalt Győrben. 1608-ban, II. Mátyás király koronázásakor avattak újabb lovagokat. Basta generális címei között szerepelt az Eqves Avrat is.
Később felhagytak a találomra elvégzett lovaggá avatással. Először az 1609: 73. tc. említi azokat a fiatal nemeseket, akiket a magyar király a koronázás után lovaggá szokott ütni. I. Lipót kilencéves fiát, Józsefet 1687-ben koronáztatta magyar királlyá. Mivel fiatalkorú volt, nem avathatott lovagokat, ezért Lipót először aranygyapjas lovaggá ütötte, letétette vele az aranygyapjas vitézek esküjét, és így lovagi értelemben joga lett lovagokat avatni.
A pozsonyi koronázásokon az aranysarkantyús vitézek felavatása a ferencesek templomában történt. Idővel a felavatottak nagy része az ország előkelő családjaiból került ki, de megtalálható volt köztük szinte minden társadalmi réteg tagja. A 19. század végétől az aranysarkantyús vitézzé avatandók személyére a miniszterelnök tett javaslatot. Számuk igen változó volt. III. Károly király koronázásán 6, Mária Teréziáén 44, II. Lipótén 33, V. Ferdinándén 27, I. Ferenc Józsefén 28, IV. Károlyén pedig 47 lovagot avattak.
Az előbbitől teljesen eltérő volt a pápai Aranysarkantyús Lovagrend (Ordine dello Speron d'Oro). Valószínűleg a 14. században jött létre, mint az „Arany lovagság” (Militia aurata) gyülekezete.
Később többször átalakult. A Szent Szilveszter-rendet valószínűleg IV. Piusz pápa 1559-ben alapította, tagjait lateráni udvari palotagrófoknak és az arany milícia lovagjainak nevezték. Jelvénye: arany, fehér-zománcos máltai kereszt, szárai között sugarakkal, alsó karjáról kis arany sarkantyú függ, a középpajzson kék zománcon szt. Szilveszter képe látható, ezzel a körirattal: «Sanctus Silvester pont. max.», hátlapján: «MDCCCXLI» évszám «Gregorius XVI restituit» körirattal. 1841-ben XVI. Gergely pápa kétosztályú renddé változtatta: a Szent Szilveszter és az Aranysarkantyú Rendje fokozatokkal. 1905-ben ezt X. Piusz pápa (1905-1914) két külön rendre osztotta: a Szent Szilveszter-rendre és az Aranysarkantyú Rendre, melyet a második legmagasabb pápai rendként egy osztályban a legfontosabb tisztségviselők kaphatnak meg. A rend neve az aranysarkantyúra utal, melyet a lovagok a lovagi társaságba való felvételükkor kaptak. 1770-ben Wolfgang Amadeus Mozart is megkapta.
Semjén Zsoltnak 2002-ben adományozta a rendet a Szentszék. Herceg Batthyány-Strattmann László orvost (1870–1931), akit II. János Pál pápa 2003-ban boldoggá avatott, 1923. november 10-én a pápa az Aranysarkantyú Rend lovagkeresztjével tüntette ki. Legutóbb 2006-ban a Jeruzsálemi Szent János Szuverén Máltai Lovagrend Régense testőrségének, a Nagy Magisztrátusi Gárda lovasparancsnokának, Sir dr. Kertész-Bakos Ferencnek, a Nemzetközi Szent György Lovagrend (Anglia) lovagjának adományozták az Arany Sarkantyút.